# Donjon de Mellet
Le donjon de Mellet (également appelé tour du Vieux Château) est un donjon de la fin du XIIIe siècle situé à Mellet, village de la commune belge des Bons Villers, en province de Hainaut.
Le donjon abrite aujourd'hui un musée de la tuile : en effet, le village possédait de nombreuses tuileries dans le passé, par exemple 8 en 1830,,.

## Localisation
Le donjon se dresse au milieu des prés, au sud-ouest du centre du village de Mellet, entre la rue Alphonse Helsen et la rue des Prés, contre l'école primaire du Vieux Château.

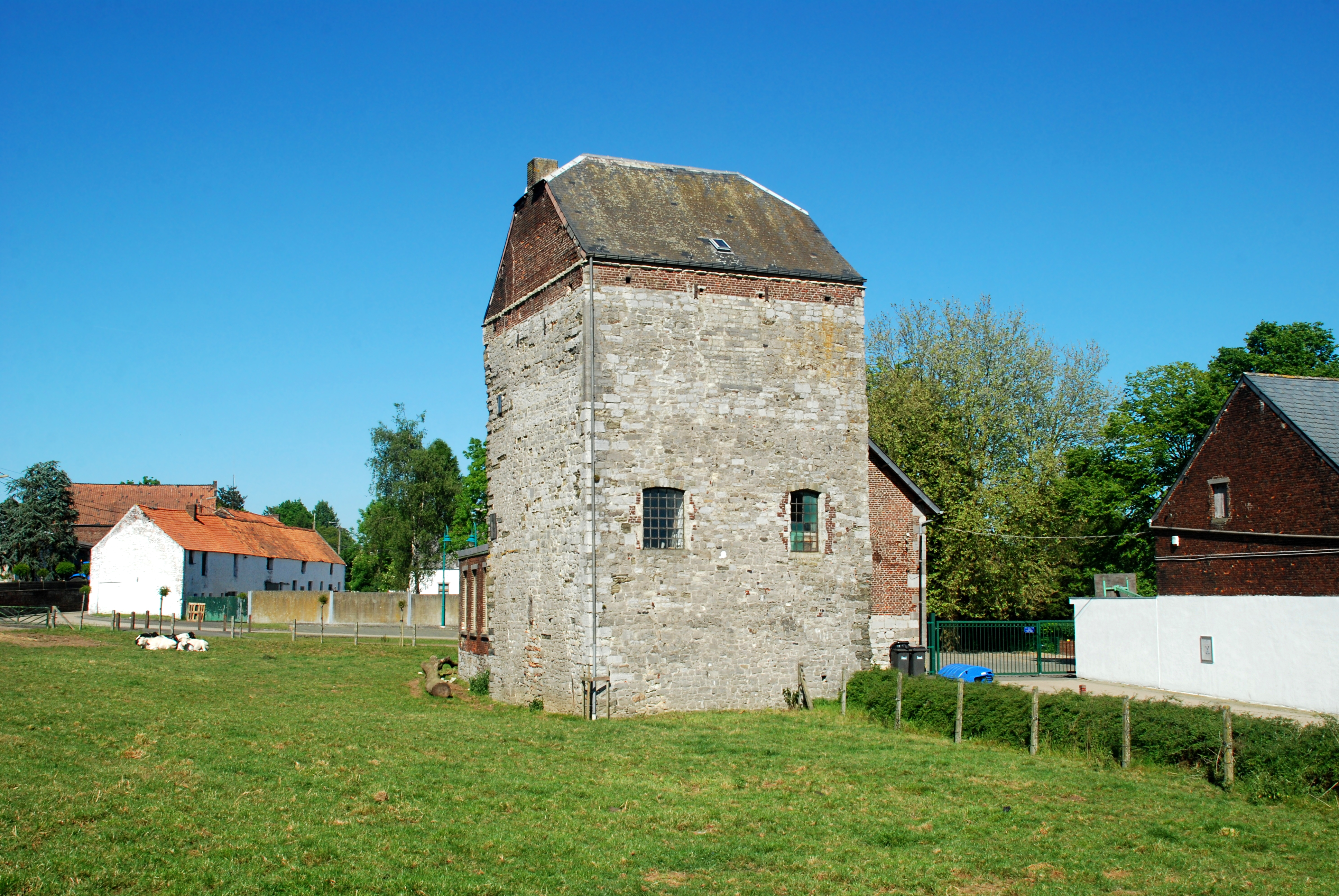
Le donjon entre les prés et l'école.

## Historique
Le donjon de Mellet a été érigé probablement à la fin du XIIIe siècle,.
Entouré de douves qui n'ont été comblées qu'en 1946, le château, siège d'un fief brabançon, était occupé au Moyen Âge par les seigneurs de Mellet,.
Il s'est vu adjoindre un château de plaisance, probablement au XVIe siècle,.
Ce château est cédé en 1862 à l'administration communale qui l'occupe jusqu'en 1937,. Une école s'installe à cette époque sur le site, à côté du château : cette école, appelée école primaire du Vieux Château, est toujours présente et forme de nos jours l'école Jacques Brel avec l'école fondamentale de Wayaux et l'école maternelle des Mirabelles de Mellet.

## Statut patrimonial
La toiture, les façades, l'escalier et les deux latrines intramurales du donjon font l'objet d'un classement au titre des monuments historiques depuis le 25 novembre 1996.

## Architecture

### Architecture extérieure

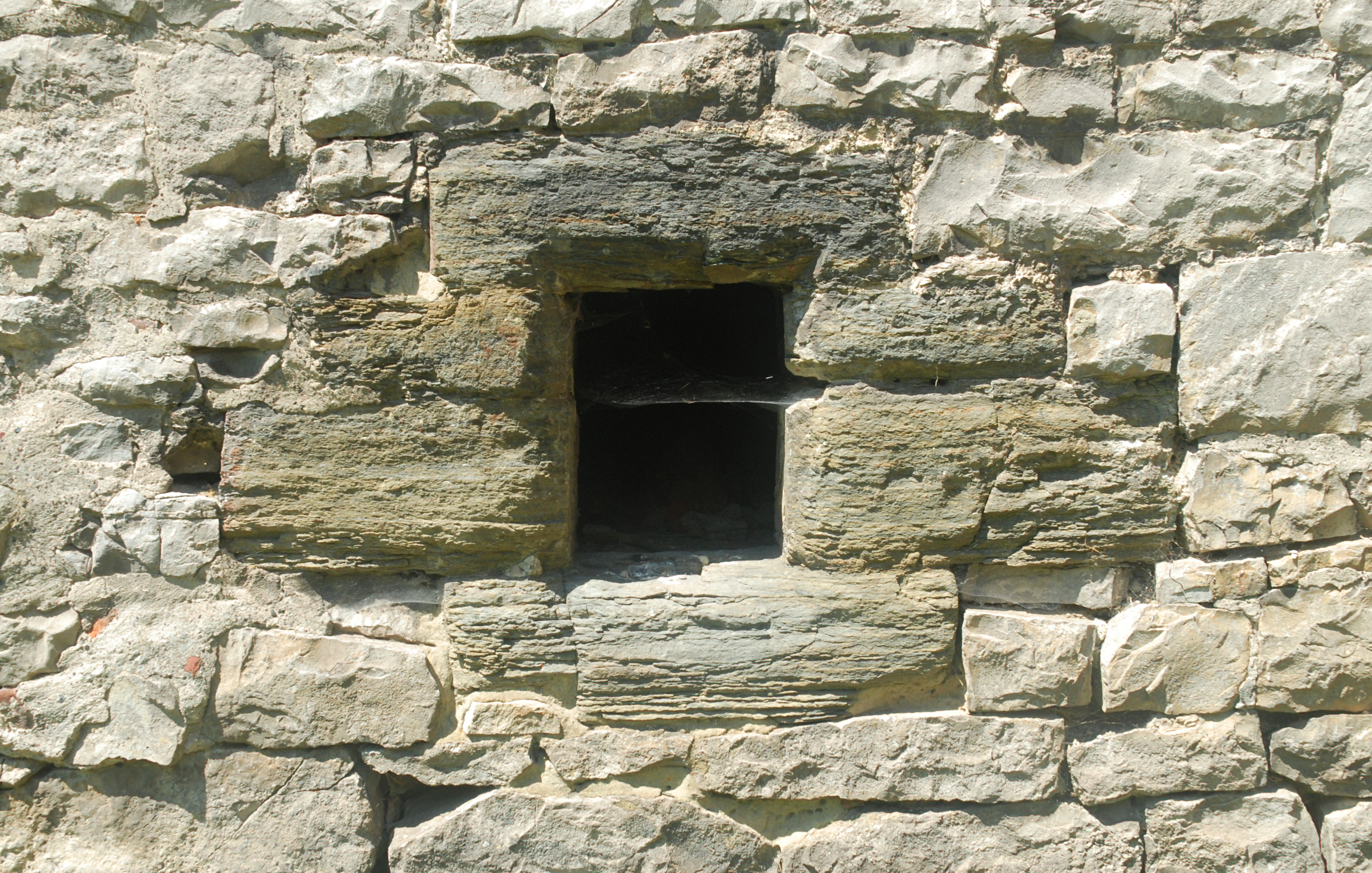
Soupirail encadré de schiste brun.

Le donjon de Mellet est une tour de plan rectangulaire qui s'élève sur trois niveaux,,.
La maçonnerie est composée de schiste, de grès et de calcaire aux trois premiers niveaux, et de briques au dernier niveau,,,. Renforcé de chaînages d'angle en schiste, l'édifice se termine par un grenier qui date probablement du XVIIe siècle et est recouvert d'une toiture en bâtière d'ardoises à croupettes,.
La façade sud-est est la plus riche. À sa base se trouve une porte surélevée et élargie au XVIIIe siècle et qui a été restituée dans sa configuration ancienne en 1985 : beaucoup plus haut que le linteau monolithe actuel frappé du millésime « 1985 », on aperçoit encore l'arc surbaissé en moellons calcaires de la porte du XVIIIe siècle,. À gauche de cette porte, la façade est percée d'un petit soupirail encadré de schiste brun et, un peu plus haut, d'une fenêtre au linteau monolithe cintré en grès blanc ajoutée probablement au XVIIIe siècle,.
Au deuxième niveau, cette façade est percée d'une grande fenêtre dont l'arc dont la clé d'arc porte l'écu de la famille de Spanghen, tandis que son troisième niveau est percé de deux petites baies à arc surbaissé et piédroits de schiste brun,.
Enfin, au dernier niveau, cette façade sud-est présente un pignon en briques rouges doté d'une fenêtre à traverse murée,.
La façade sud-ouest, plus sobre, n'est percée que de deux fenêtres et la façade nord est aveugle.

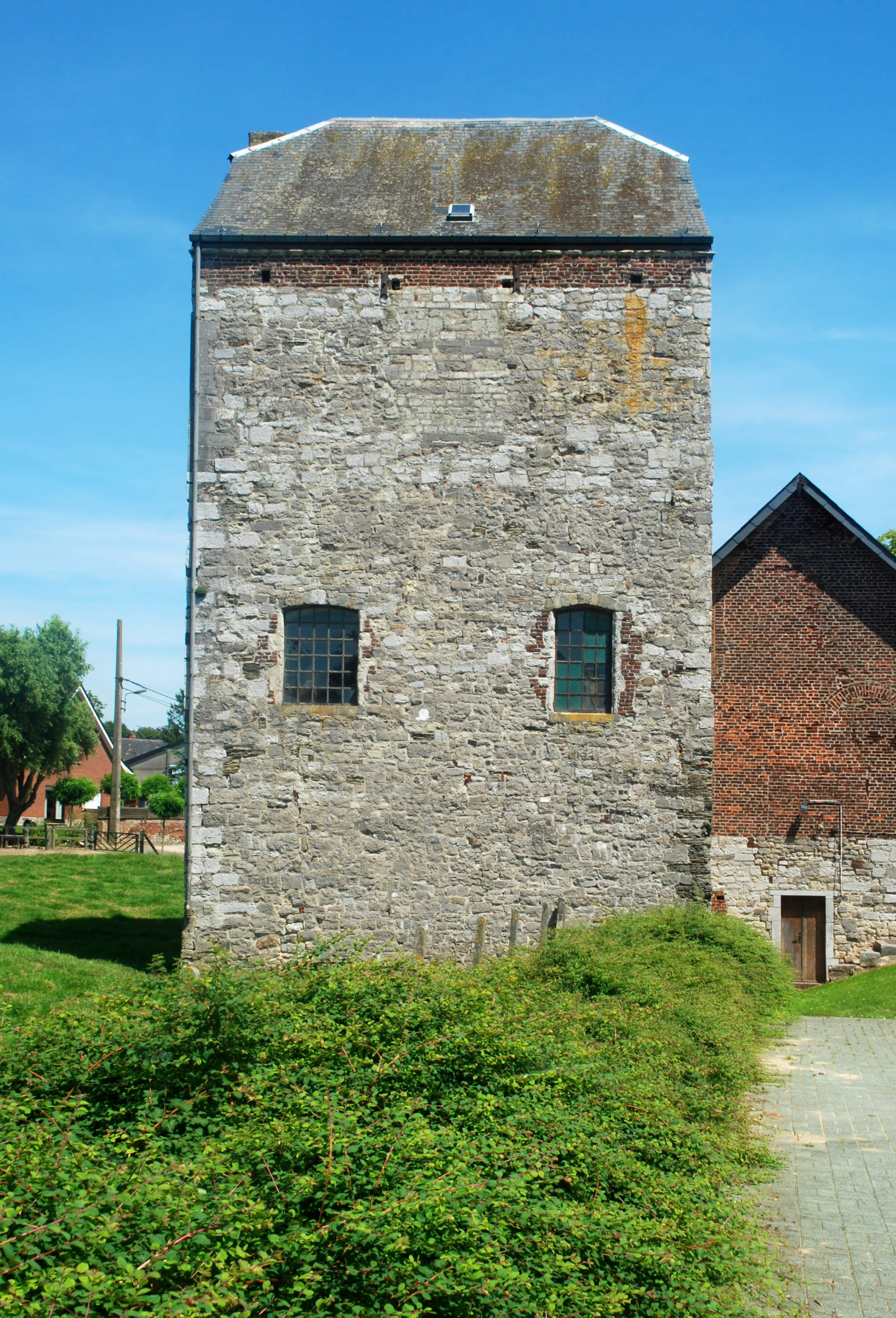
Façade sud-ouest.
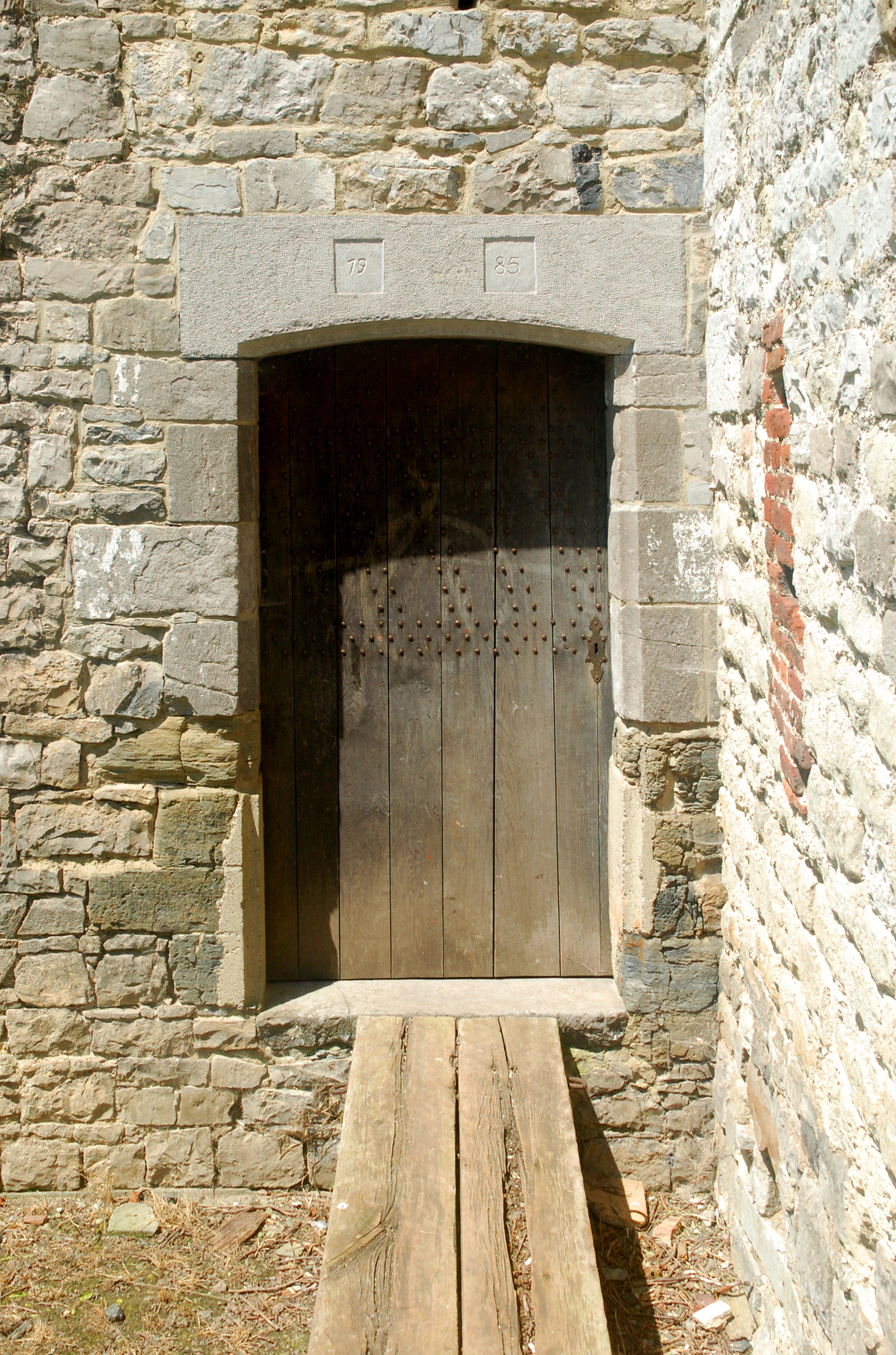
Porte au linteau monolithe frappé du millésime « 1985 ».
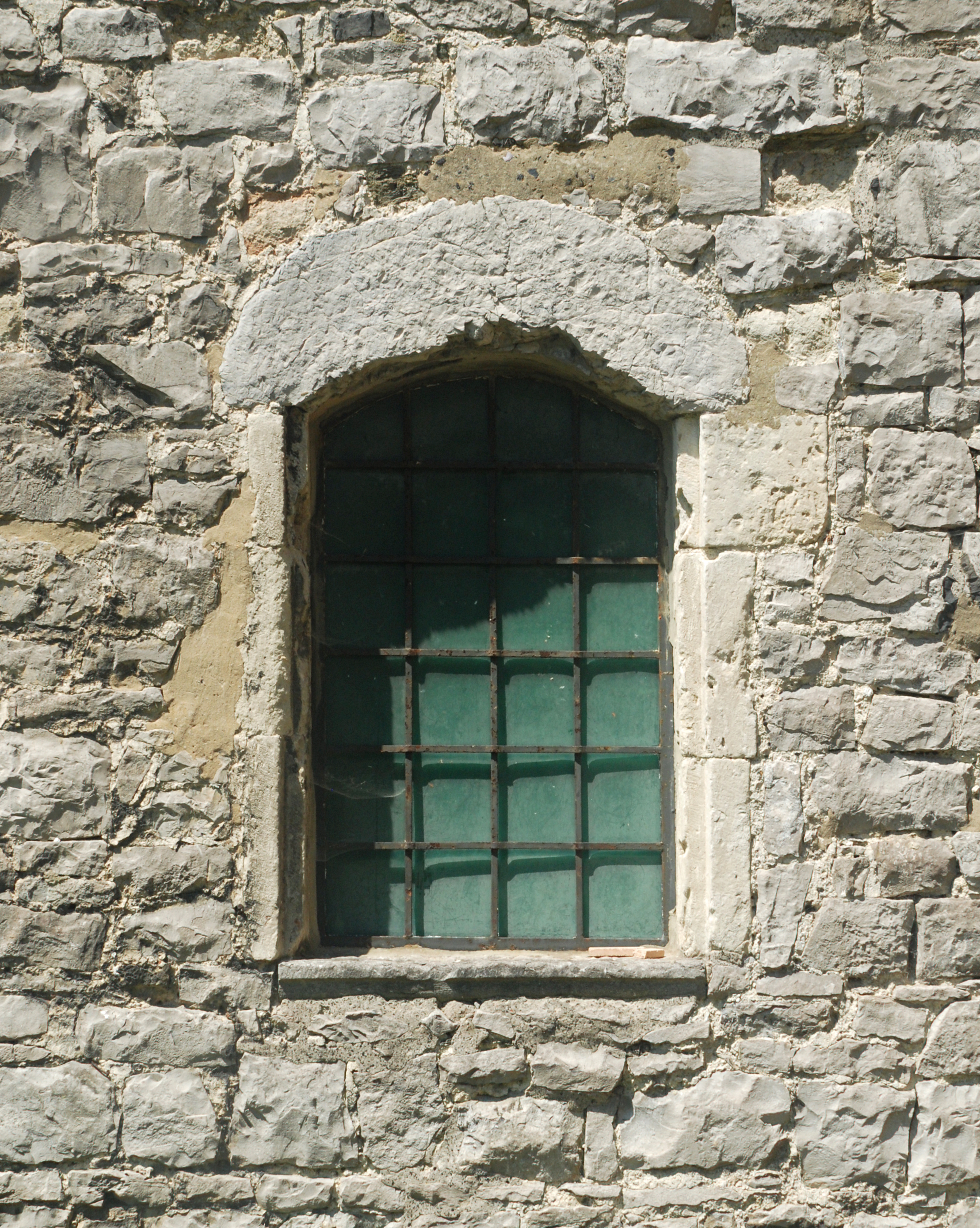
Fenêtre du rez au linteau monolithe cintré.
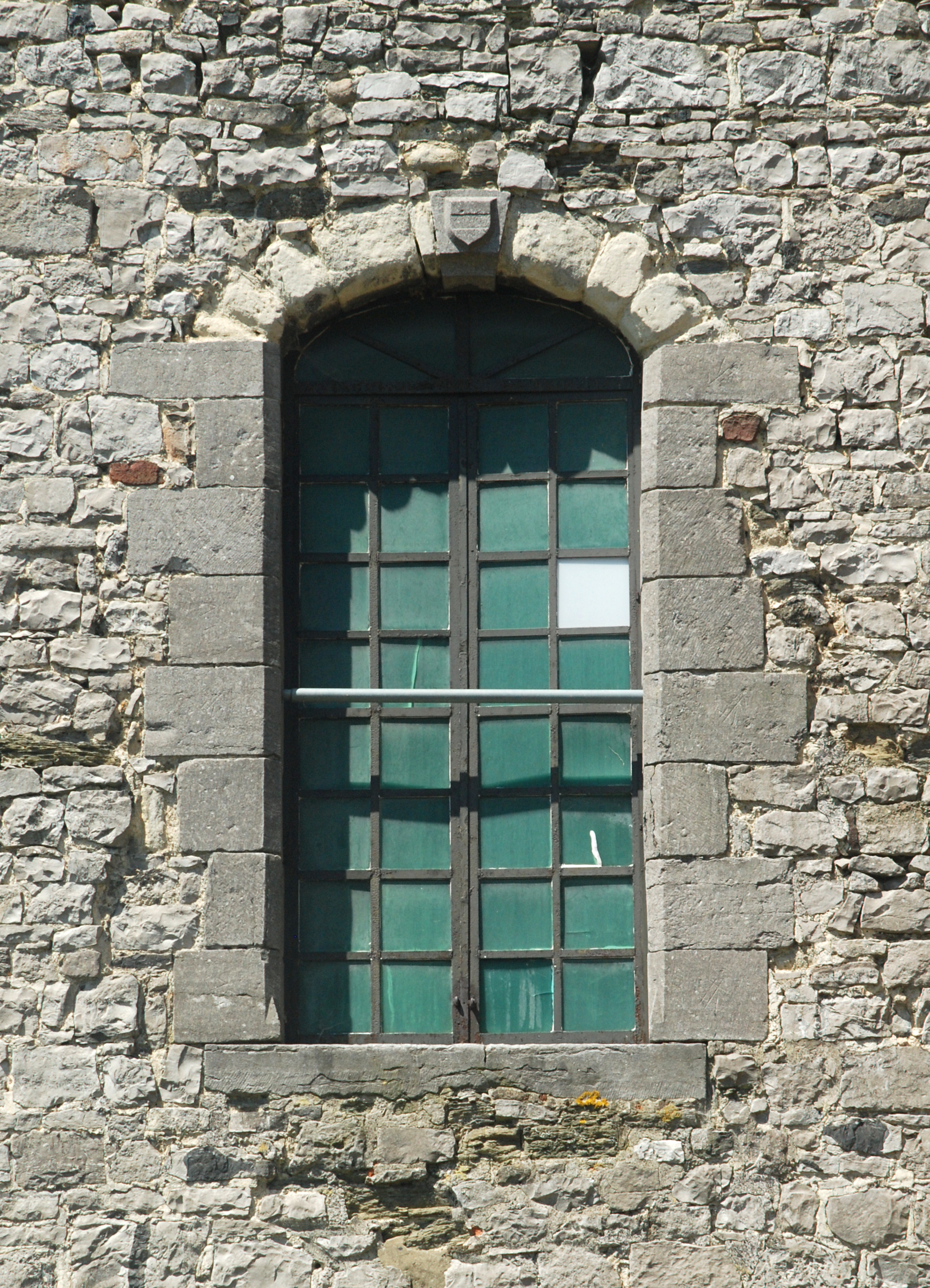
Fenêtre du premier étage avec l'écu de la famille de Spanghen.
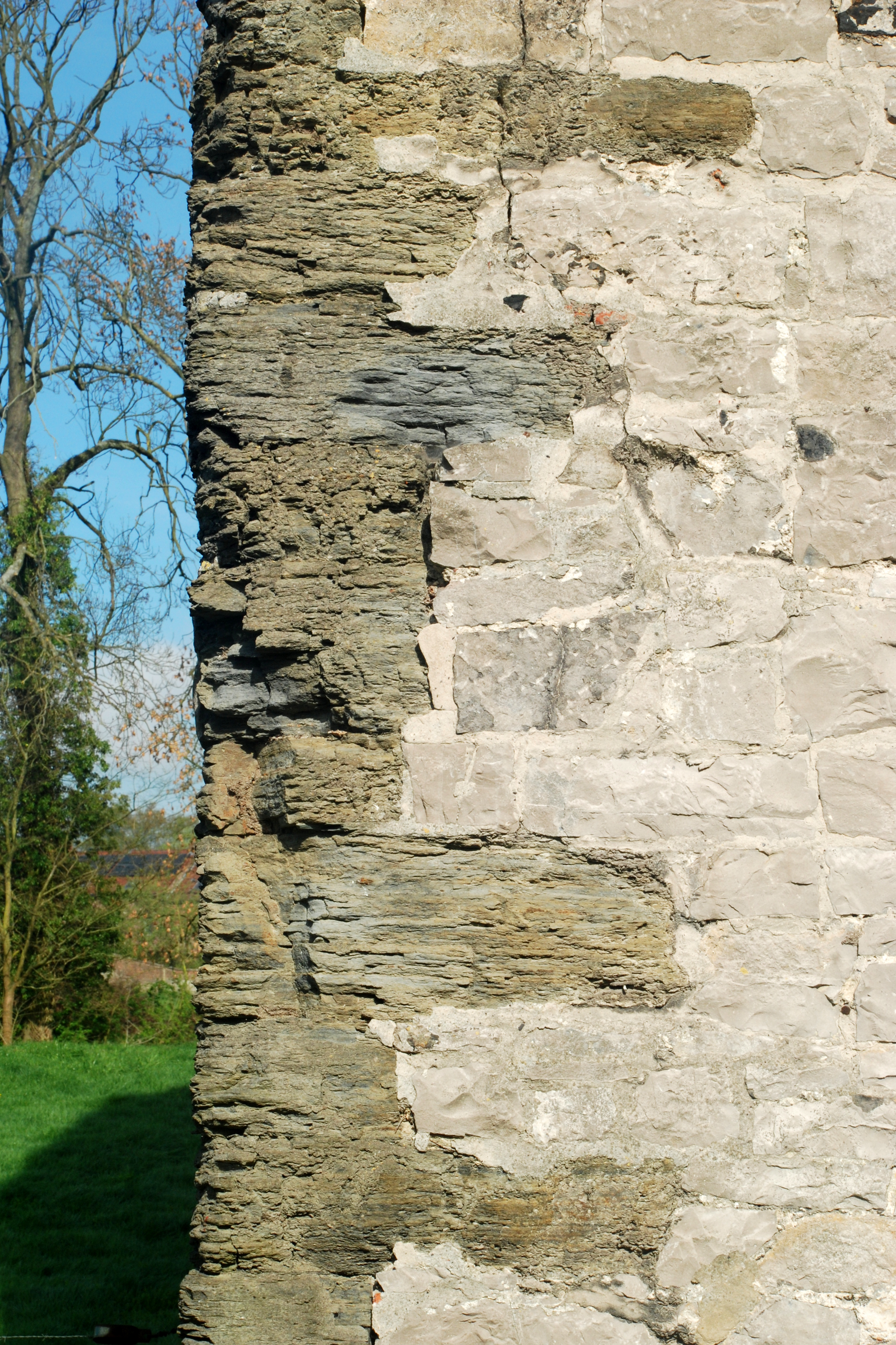
Chaînage d'angle en schiste.

### Architecture intérieure
Le premier niveau, semi-enterré, consiste en une cave couverte d'une voûte d'arêtes, qui abrite le musée de la tuile.
Le deuxième niveau, qui est couvert d'un plafond à voussettes, servait probablement de cuisine et de résidence,.
La fonction des deux derniers niveaux n'est pas claire.
La circulation entre les niveaux se fait par des escaliers intramuraux très étroits dans lesquels la circulation est très gênante pour une tour d'habitation,. Dans l'escalier intramural menant au deuxième étage, des marches en bois recouvrent les marches en pierre, devenues impraticables.

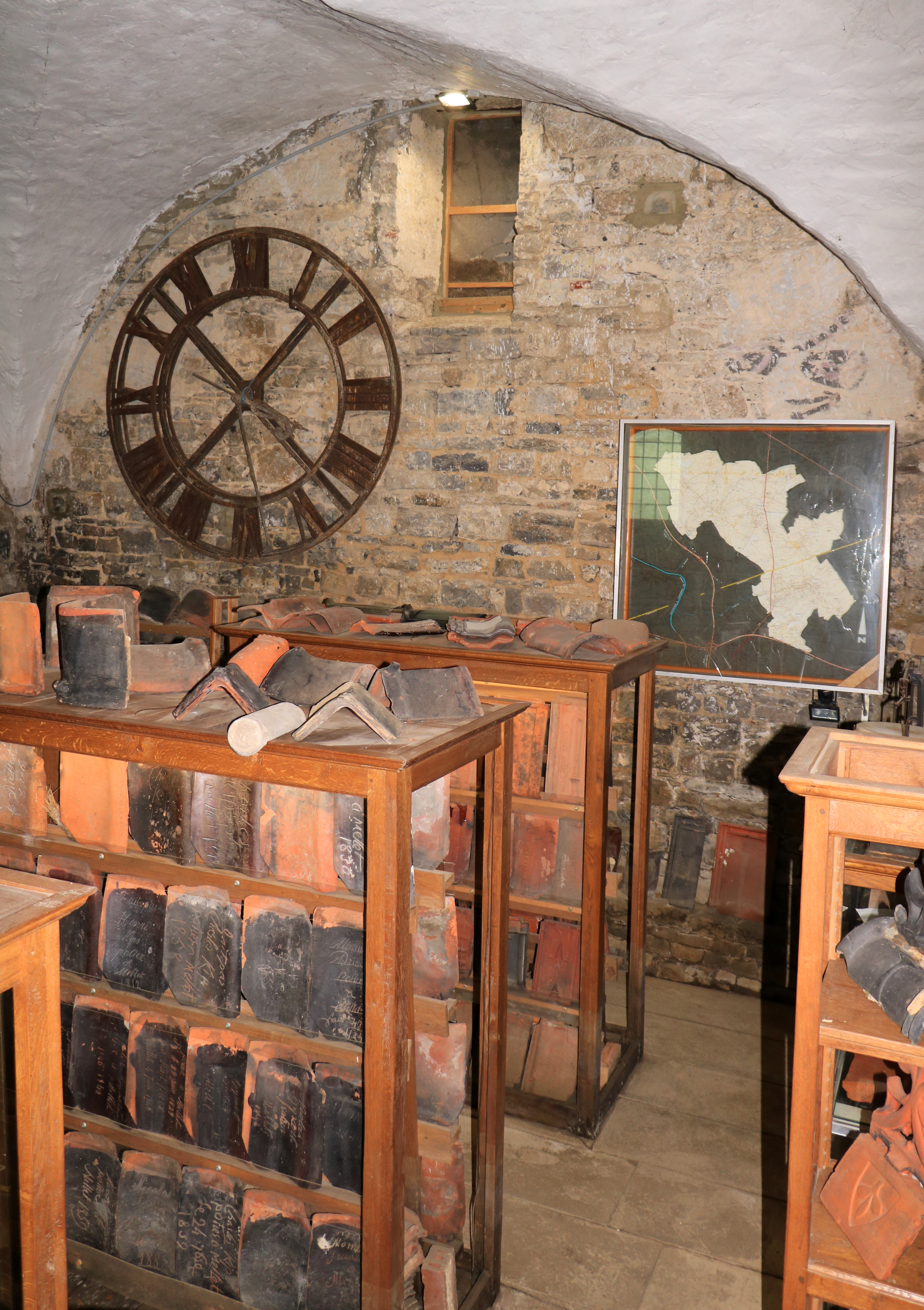
Cave abritant le musée de la tuile.
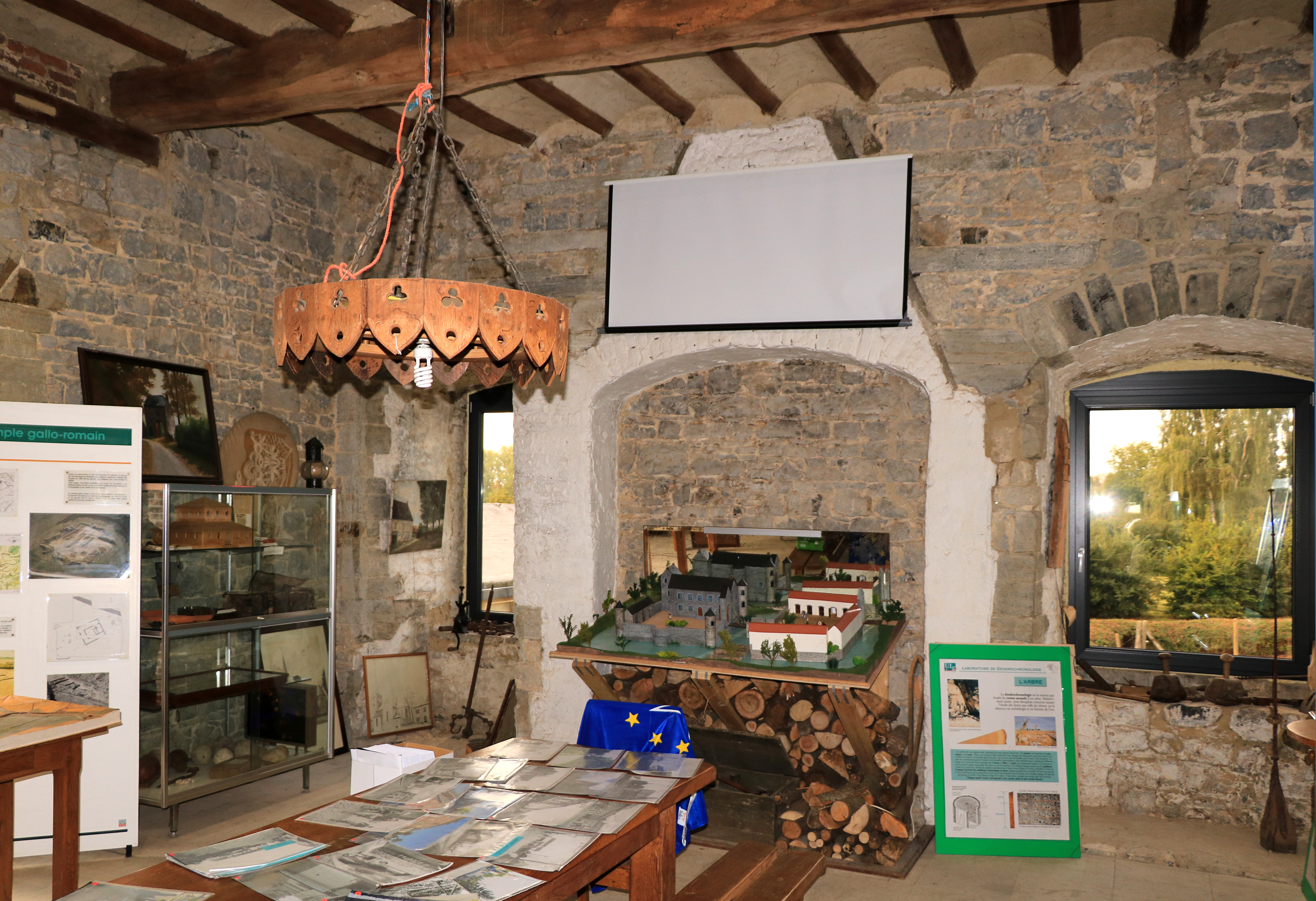
Pièce de séjour au premier étage.
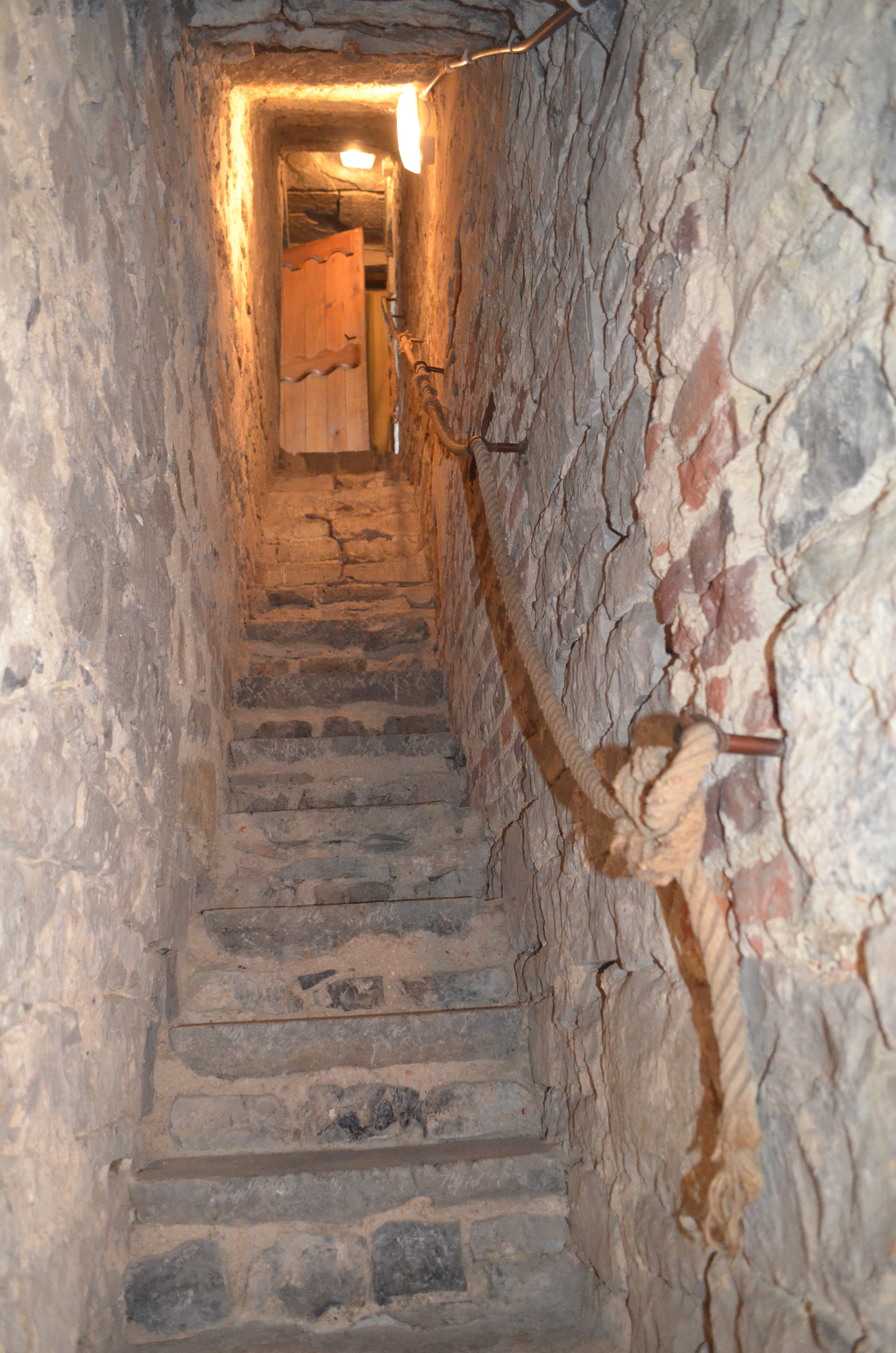
Escalier intramural vers le premier étage.
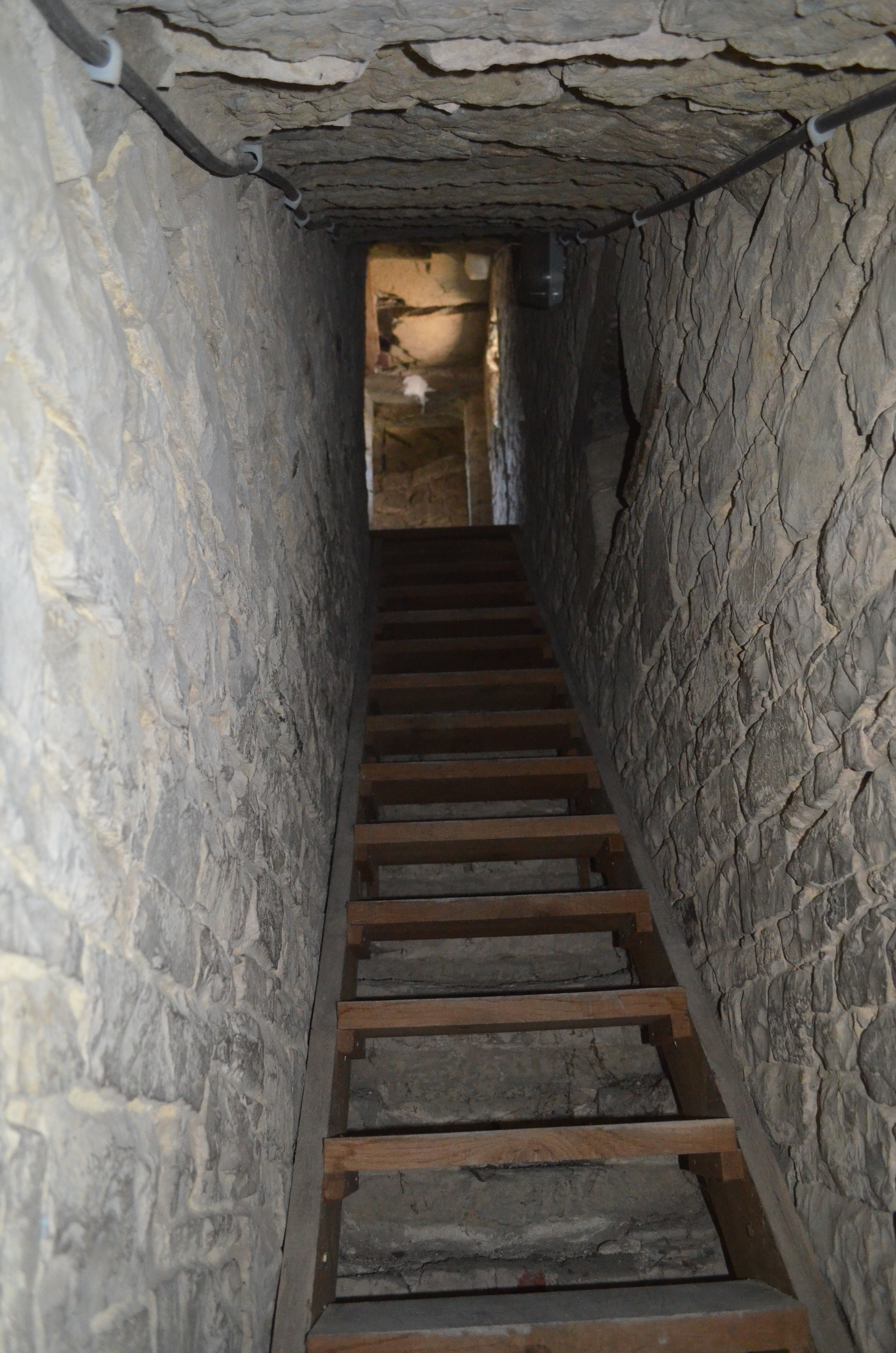
Escalier intramural vers le deuxième étage.
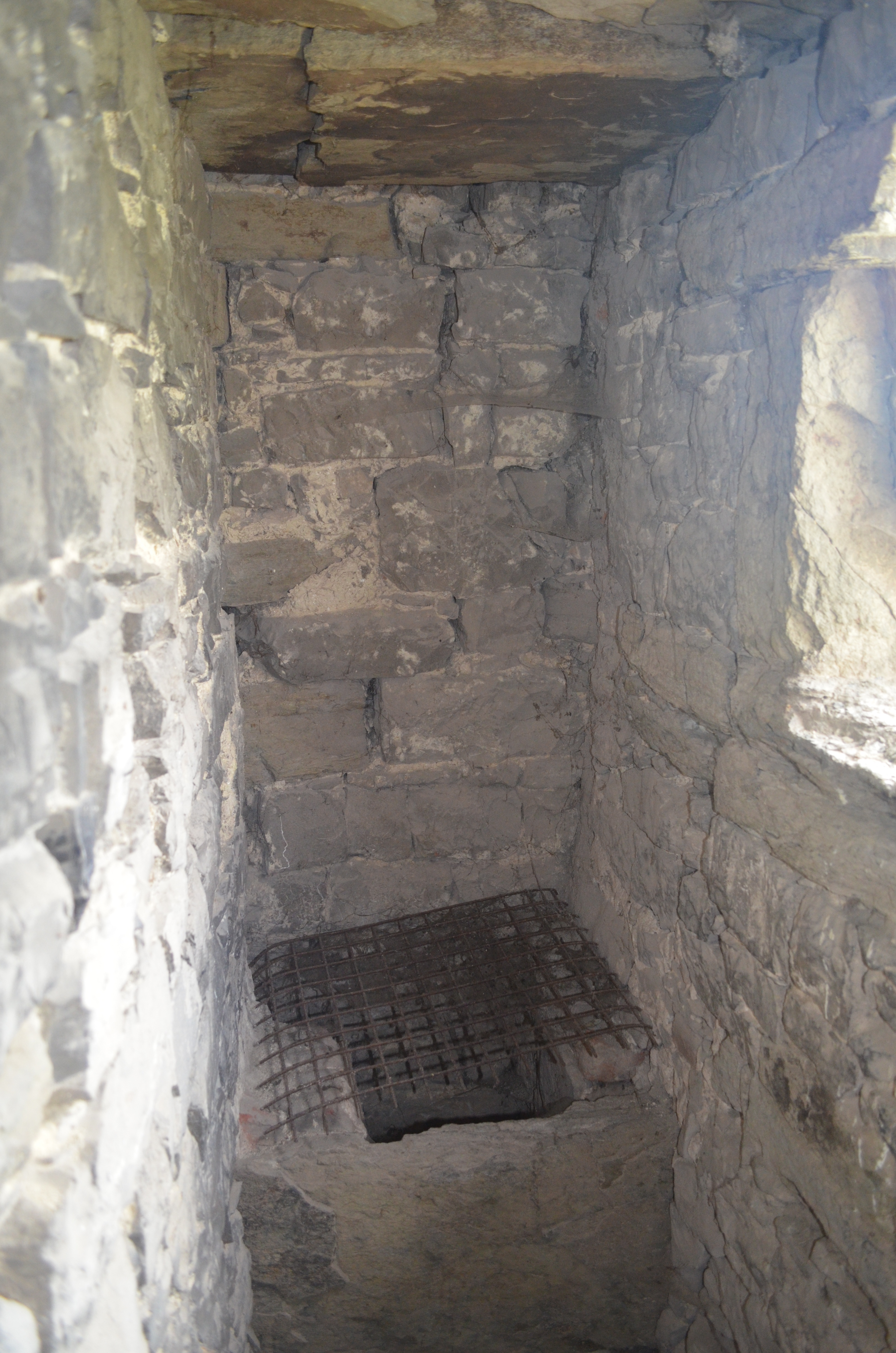
Latrine intramurale du deuxième étage.